# Ekeberga socken
Ekeberga socken i Småland ingick i Uppvidinge härad i Värend, ingår sedan 1971 i Lessebo kommun och motsvarar från 2016 Ekeberga distrikt i Kronobergs län.
Socknens areal är 176,4 kvadratkilometer, varav land 170,84. År 2000 fanns här 1 173 invånare. Tätorten Kosta med Kosta glasbruk sedan 1742. Sockenkyrkan Ekeberga kyrka ligger i socknen. 

## Administrativ historik
Ekeberga socken har medeltida ursprung.
Vid kommunreformen 1862 övergick socknens ansvar för de kyrkliga frågorna till Ekeberga församling och för de borgerliga frågorna till Ekeberga landskommun. Denna senare uppgick 1971 i Lessebo kommun.
1 januari 2016 inrättades distriktet Ekeberga, med samma omfattning som församlingen hade 1999/2000.
Socknen har tillhört samma fögderier och domsagor som Uppvidinge härad. De indelta soldaterna tillhörde Kalmar regemente, Uppvidinge kompani.

## Geografi
Ekeberga socken är en mager skogsbygd, rik på mossar och småsjöar. Det är Smålands minst uppodlade socken.

## Fornminnen
En hällkista är känd från Lövsjö och järnäldersgravar vid Skargöl.

## Namnet
Namnet (1395 Ekebeärga), taget från kyrkbyn, består av förledet ek, ekdunge, och efterledet berg.

### Fotnoter
1. 1 2 3  Svensk Uppslagsbok andra upplagan 1947–1955: Ekeberga socken
2. 1 2  Harlén, Hans; Harlén Eivy (2003). Sverige från A till Ö: geografisk-historisk uppslagsbok. Stockholm: Kommentus. Libris 9337075. ISBN 91-7345-139-8
3. ↑  Administrativ historik för Ekeberga socken (Klicka på församlingsposten). Källa: Nationella arkivdatabasen, Riksarkivet.
4. 1 2  Sjögren, Otto (1931). Sverige geografisk beskrivning del 2 Östergötlands, Jönköpings, Kronobergs, Kalmar och Gotlands län. Stockholm: Wahlström & Widstrand. Libris 9939
5. 1 2 3  Nationalencyklopedin
6. ↑  Fornlämningar, Statens historiska museum: Ekeberga socken
7. ↑  Fornminnesregistret, Riksantikvarieämbetet: Ekeberga socken Fornminnen i socknen erhålls på kartan genom att skriva in sockennamn (utan "socken") i "Ange geografiskt område"